# Enneapterygius rhothion
Enneapterygius rhothion är en fiskart som beskrevs av Fricke, 1997. Enneapterygius rhothion ingår i släktet Enneapterygius och familjen Tripterygiidae. Inga underarter finns listade i Catalogue of Life.